# Le Roi du maquillage
Pour plus de détails, voir Fiche technique et Distribution.
Le Roi du maquillage est un film muet français à trucs réalisé par Georges Méliès, sorti en 1904.

## Synopsis
Un homme bien habillé dessine sur un tableau un personnage du XVIIe siècle, puis laisse apparaître sur sa propre tête une coiffure de cette époque. Il dessine alors un vieil homme à barbe, attribut pileux qui apparaît alors sur le bas de son visage. Ensuite, il dessine un homme avec une grande moustache : sa coupe et sa barbe disparaissent, mais pour laisser place à cette même moustache. Il écrit sur le panneau : « Comic excentric », puis son visage se transforme en celui d'un clown, en général et enfin en diable.

## Fiche technique
- Titre : Le Roi du maquillage
- Titre anglophone (Royaume-Uni) : The King of the Mackerel Fishers
- Titre anglophone (États-Unis) : The Untamable Whiskers
- Réalisation : Georges Méliès
- Photographie :
- Société de production : Star Film
- Pays de production :  France
- Langue : français
- Métrage : 50 mètres
- Genre : Comédie, Film fantastique, Film à trucs
- Format : Noir et blanc — 35 mm — 1,33:1 — Muet
- Durée : 2 minutes 30
- Numéro de catalogue de la Star Film :
- Dates de sortie : 
  - France : 1904

## Distribution
- Georges Méliès :